# Lista bătăliilor din Războiul de 100 de Ani
Aceasta este o listă a principalelor bătălii din Războiul de 100 de Ani (1337–1453), în ordine cronologică.
| Data                             | Bătălia                                | Rezultatul bătăliei | Observații |
| -------------------------------- | -------------------------------------- | ------------------- | --- |
| 9 noiembrie 1337                 | Bătălia de la Cadzand⁠(d)               | victorie engleză    | Raid englez în insula flamandă Cadzand. |
| 23 septembrie 1338               | Bătălia de la Arnemuiden⁠(d)            | victorie franceză   | Prima bătălie navală în care s-a utilizat artileria de la bordul navelor. |
| 24 iunie 1340                    | Bătălia de la Sluis                    | victorie engleză    | Importantă bătălie navală care a asigurat Angliei și aliaților ei supremația navală asupra Franței și controlul asupra Canalului Mânecii. |
| 26 iulie 1340                    | Bătălia de la Saint-Omer⁠(d)            | victorie franceză   | Bătălia a fost punctul culminant al campaniei din 1340 a Regelui Angliei, Eduard al III-lea, care a dus la o retragere strategică a forțelor anglo-flamande. |
| 23 iulie – 25 septembrie 1340    | Asediul orașului Tournai⁠(d)            | victorie franceză   | Orașul Tournai a fost eliberat. |
| 18 august 1342                   | Bătălia de la Brest⁠(d)                 | victorie engleză    | Bătălie navală între flota engleză și aliații genovezi ai lui Charles de Blois⁠(d), ducele Bretaniei. |
| 30 septembrie 1342               | Bătălia de la Morlaix⁠(d)               | victorie franceză   | O oaste franceză a respins trupele engleze care asediau orașul Morlaix, din Bretania. |
| 21 octombrie 1345                | Bătălia de la Auberoche⁠(d)             | victorie engleză    | O oaste engleză a atacat prin surprindere forțele franceze (care asediau castelul Auberoche, din Aquitania), respingându-le. |
| 9 iunie 1346                     | Bătălia de la Saint-Pol-de-Léon⁠(d)     | victorie engleză    | Bătălie desfășurată în Bretania, în apropiere de Saint-Pol-de-Léon. |
| 26 iulie 1346                    | Bătălia de la Caen⁠(d)                  | victorie engleză    | Orașul Caen din Normandia a fost cucerit și jefuit de oastea lui Eduard al III-lea |
| 24 august 1346                   | Bătălia de la Blanchetaque⁠(d)          | victorie engleză    | Oastea engleză a lui Eduard al III-lea îi respinge pe francezi și traversează fluviul Somme în apropiere de gura de vărsare a acestuia. |
| 26 august 1346                   | Bătălia de la Crécy                    | victorie engleză    | Armata engleză a lui Eduard al III-lea, deși mai puțin numeroasă, o învinge pe cea franceză a lui Filip al VI-lea, arcașii englezi impunându-se în fața cavaleriei grele franceze. |
| 1346–1347                        | Asediul cetății Calais                 | victorie engleză    | După un asediu îndelungat, început la 4 septembrie 1346, la 3 august 1347 cetatea Calais a fost cucerită de Eduard al III-lea. |
| 20 iunie 1347                    | Bătălia de la La Roche-Derrien⁠(d)      | victorie engleză    | Englezii înving trupele franceze și bretone în apropiere de La Roche-Derrien. Ducele Bretaniei, Charles de Blois⁠(d) este luat prizonier. |
| 29 august 1350                   | Bătălia de la L'Espagnols sur Mer⁠(d)   | victorie engleză    | Flota engleză o învinge pe cea castiliană după o luptă navală cu pierderi mari în ambele tabere. |
| martie-august 1351               | Asediul cetății Saint-Jean-d'Angély⁠(d) | victorie franceză   | La 7 august 1351, francezii conduși de Regele Ioan al II-lea cuceresc Saint-Jean-d'Angély, după un asediu care a durat cinci luni. |
| 6 iunie 1351                     | Bătălia de la Ardres⁠(d)                | victorie franceză   | Deși mareșalul Franței Édouard I de Beaujeu⁠(d) a căzut pe câmpul de luptă, bătălia desfășurată lângă Ardres a fost câștigată de francezi |
| 26 martie 1351                   | Lupta celor Treizeci⁠(d)                | victorie franceză   | Treizeci de cavaleri francezi din Castelul Josselin conduși de Jean de Beaumanoir provoacă la o luptă de tip turnir (dar cu arme de război, mortale) treizeci de cavaleri englezi conduși de Robert Bramborough. |
| 14 august 1352                   | Bătălia de la Mauron⁠(d)                | victorie engleză    | Desfășurată lângă Mauron, în Bretania, bătălia s-a încheiat cu victoria la limită a englezilor comandați de către Gautier de Bentley. |
| 10 aprilie 1354                  | Bătălia de la Montmuran⁠(d)             | victorie franceză   | O armată franco-bretonă, comandată de Bertrand du Guesclin⁠(d), îi învinge pe englezi la Montmuran (actualmente Les Iffs). |
| 19 septembrie 1356               | Bătălia de la Poitiers                 | victorie engleză    | Armata engleză condusă de Eduard Prințul Negru a învins-o pe cea franceză; regele Ioan al II-lea al Franței a fost luat prizonier. |
| 16 mai 1364                      | Bătălia de la Cocherel⁠(d)              | victorie franceză   | Oastea franceză a regelui Carol al V-lea, comandată de Bertrand Du Guesclin, învinge alianța anglo-navarreză inițiată de Carol al II-lea al Navarrei⁠(d) (Carol cel Rău). |
| 29 septembrie 1364               | Bătălia de la Auray                    | victorie engleză    | Această bătălie, care a avut loc în apropiere de Auray, încheiată cu o victorie decisivă a englezilor, a marcat sfârșitul Războiului de secesiune al Bretaniei⁠(d) |
| 3 aprilie 1367                   | Bătălia de la Nájera                   | victorie engleză    | Armata engleză condusă de Eduard Prințul Negru învinge armata franceză la Nájera, în Castilia. |
| septembrie 1370                  | Asediul cetății Limoges                | victorie engleză    | Cetatea Limoges este cucerită după un scurt asediu de către englezii conduși de Prințul Negru și de Ioan de Gaunt. Orașul este jefuit și circa 300 de civili sunt masacrați. |
| 4 decembrie 1370                 | Bătălia de la Pontvallain⁠(d)           | victorie franceză   | O armată franceză, condusă de Bertrand Du Guesclin, îi invinge pe englezi la Pontvallain. |
| 22–23 iunie 1372                 | Bătălia de la La Rochelle⁠(d)           | victorie castiliană | O flotă castiliană o învinge pe cea engleză în apropiere de portul La Rochelle. |
| 21 martie 1373                   | Bătălia de la Chizé⁠(d)                 | victorie franceză   | Oastea franceză comandată de Bertrand Du Guesclin cucerește castelul Chizé. |
| 27 noiembrie 1382                | Bătălia de la Roosebeke⁠(d)             | victorie franceză   | O oaste franceză, condusă de conetabilul Olivier de Clisson⁠(d), învinge o oaste flamandă de două ori mai numeroasă. |
| 8 iunie-8 august 1383            | Asediul cetății Ypres⁠(d)               | victorie franceză   | Englezii asediază Ypres, dar sunt respinși. |
| 24–25 martie 1387                | Bătălia de la Margate⁠(d)               | victorie engleză    | Flota engleză înfrânge o flotă combinată franceză, castiliană și flamandă. |
| aprilie sau mai 1404             | Bătălia de la Blackpool Sands⁠(d)       | victorie engleză    | Un raid francez în portul Dartmouth este respins de forțele locale engleze |
| 18 august – 22 septembrie 1415   | Asediul cetății Harfleur⁠(d)            | victorie engleză    | Henric al V-lea al Angliei cucerește cetatea și portul Harfleur după un asediu care a durat peste o lună. |
| 25 octombrie 1415                | Bătălia de la Azincourt                | victorie engleză    | Arcașii englezi ai lui Henric al V-lea înving cavaleria grea franceză, deși aceasta avea efective mult mai mari. |
| 29 iulie 1418 – 19 ianuarie 1419 | Asediul cetății Rouen⁠(d)               | victorie engleză    | După un îndelungat asediu, forțele engleze cuceresc Rouen, capitala Normandiei. |
| 22 martie 1421                   | Bătălia de la Baugé                    | victorie franceză   | Forțele unei coaliții franco-scoțiene îi înfrâng pe englezi în apropiere de Baugé, luându-i prin surprindere. Comandantul englezilor, Thomas de Lancaster⁠(d), fratele regelui Henric al V-lea, este ucis în luptă. |
| 6 octombrie 1421 – 10 mai 1422   | Asediul cetății Meaux⁠(d)               | victorie engleză    | Englezii cuceresc orașul Meaux, după un asediu îndelungat. Regele Henric al V-lea al Angliei se îmbolnăvește în timpul acestui asediu și este transportat la Castelul Vincennes, unde moare la 31 august 1422. |
| 31 iulie 1423                    | Bătălia de la Cravant                  | victorie engleză    | Forțele anglo-burgunde îi înving pe francezi la Cravant, pe malurile râului Yonne. |
| 26 septembrie 1423               | Bătălia de la La Brossinière⁠(d)        | victorie franceză   | Cunoscută și sub numele de Bătălia de la Gravelle; trupele franceze îi înving, în apropiere de Bourgon, pe englezii care se întorceau în Normandia după un raid în Anjou și Maine |
| 17 august 1424                   | Bătălia de la Verneuil                 | victorie engleză    | Forțele anglo-burgunde le înving pe cele franco-scoțiene în apropierea cetății Verneuil din Normandia, într-o bătălie considerată una dintre cele mai violente și sângeroase din timpul Războiului de 100 de ani, considerată de contemporani „un al doilea Azincourt pentru francezi”. |
| 6 martie 1426                    | Bătălia de la St. James⁠(d)             | victorie engleză    | O armată franceză, condusă de Arthur de Richemont⁠(d), care asedia Saint-James, la frontiera dintre Bretania și Normandia, a fost învinsă și împrăștiată de englezii conduși de Thomas Rempston⁠(d). |
| 12 octombrie 1428 - 8 mai 1429   | Asediul Orléansului                    | victorie franceză   | Forțele engleze care asediau Orléansul sunt nevoite să se retragă după ce o armată franceză în frunte cu Ioana d'Arc sosește în ajutorul orașului asediat. |
| 12 februarie 1429                | Bătălia heringilor⁠(d)                  | victorie engleză    | Englezii aflați sub comanda lui John Fastolf⁠(d) înving, în apropiere de Rouvray, o oaste franceză care atacase convoiul ce aducea provizii (inclusiv butoaie cu heringi) pentru armata ce asedia Orléansul. |
| 11–12 iunie 1429                 | Bătălia de la Jargeau⁠(d)               | victorie franceză   | Forțele franceze, în frunte cu Ioana d'Arc, au recucerit districtul din vecinătatea Orleansului, de-a lungul râului Loire, englezii suferind pierderi grele la Jargeau. |
| 15 iunie 1429                    | Bătălia de la Meung-sur-Loire⁠(d)       | victorie franceză   | Francezii cuceresc podul de peste râul Loire și castelul de la Meung-sur-Loire, stabilind acolo o garnizoană. |
| 16–17 iunie 1429                 | Bătălia de la Beaugency⁠(d)             | victorie franceză   | Francezii, comandați de Ioana d'Arc, cuceresc Beaugency și podul de acolo. |
| 18 iunie 1429                    | Bătălia de la Patay                    | victorie franceză   | O armată franceză, având-o în frunte pe Ioana d'Arc, învinge armata engleză în apropiere de Patay, ucigând sau capturând aproximativ jumătate din efectivele acesteia. Comandantul englezilor, John Talbot⁠(d), conte de Shrewsbury, este capturat. |
| 20 mai - 28 octombrie 1430       | Asediul Compiègne-ului                 | victorie franceză   | Orașul Compiègne a rezistat timp de cinci luni asediului exercitat de către burgunzii conduși de ducele Filip cel Bun, aliatul regelui Angliei. La 23 mai 1430, Ioana d'Arc, sosită în ajutorul celor asediați, este capturată de burgunzi și predată englezilor. În final, la sfârșitul lunii octombrie a aceluiași an, burgunzii încetează asediul orașului Compiègne și se retrag.                            |
| 9 mai 1435                       | Bătălia de la Gerberoy                 | victorie franceză   | O oaste engleză, comandată de John FitzAlan, conte de Arundel⁠(d), este învinsă în apropierea castelului din Gerberoy. |
| 19 - 29 octombrie 1449           | Asediul cetății Rouen⁠(d)               | victorie franceză   | Francezii eliberează orașul Rouen, capitala regiunii istorice Normandia. |
| 15 aprilie 1450                  | Bătălia de la Formigny                 | victorie franceză   | Bătălie decisivă, desfășurată la Formigny, care a pus capăt pretențiilor Regatului Angliei de posesie a Normandiei. Comandantul englezilor, Thomas Kyriell⁠(d), a fost luat prizonier în timpul luptei. |
| 17 iulie 1453                    | Bătălia de la Castillon                | victorie franceză   | În ultima bătălie a „războiului de o sută de ani” armata engleză condusă de John Talbot⁠(d), conte de Shrewsbury, a fost învinsă de armată franceză comandată de Jean Bureau⁠(d). A fost prima bătălie în care utilizarea artileriei a fost factorul determinant pentru obținerea victoriei. Englezii au avut pierderi mari (peste 4.000 de morți, răniți și prizonieri), John Talbot fiind ucis în timpul luptei. |